# 池辺武人
池辺 武人（いけべ たけと、1901年（明治34年） - 1993年（平成5年））は、日本の造園家である。宮内関連の庭園に多く関わっている。熊本県出身。

## 経歴
1923年（大正12年）、東京帝国大学農学部実科林学科卒業後、農学部附属演習林嘱託。師の本多静六のもとで、小諸城#懐古園（1926年(大正15年）竣工）の設計に関与。1924年（大正13年）上野公園竹の台陳列館にて国民美術協会主催で行われた「帝都復興創築展覧会」では「都大路三題」を出展している。
演習林嘱託退職後の1927年（昭和2年）から宮内省に移籍。宮内技手補として内匠寮工務課庭園係に勤務。1933年（昭和8年）に宮内技手。省では、皇居の大道庭園詰となる。他、霞ヶ関離宮、日光田母沢御用邸の造営などを担当している。1938年（昭和13年）から1941年（昭和16年）にかけては、新宿御苑勤務。1947年（昭和22年）宮内府技師。1949年（昭和24年）総理府宮内庁発足により総理府技官、翌年に宮内庁庭園第二係長。1960年（昭和35年）庭園第一係長を経て、管理部工務課長補佐に就任している。

## 著書
- 『皇居外苑誌 (皇居外苑風致考)』 皇居外苑保存協会, 1968年
- 『相模灣産後鰓類圖譜』生物學御研究所編　岩波書店
- 『庭園忍び草』（私家版）
- 『北の丸公園』. 財団法人皇居外苑保存会 1970年